# 76 (álbum de Armin van Buuren)
76 es el primer disco de estudio del DJ y productor holandés Armin van Buuren. Fue lanzado en junio de 2003.
El primer sencillo lanzado fue Burned With Desire, con la colaboración de la cantante Justine Suissa. 
El disco fue completamente compuesto por Armin, con colaboraciones de las voces de Justine Suissa, Ray Wilson, entre otros.

## Listado de temas
| N.º | Título                                                  | Duración |  |
| 1.  | «Prodemium»                                             | 2:05     |  |
| 2.  | «Precious»                                              | 6:58     |  |
| 3.  | «Yet Another Day» (con Ray Wilson)                      | 5:24     |  |
| 4.  | «Burned With Desire» (con Justine Suissa)               | 5:53     |  |
| 5.  | «Blue Fear 2003»                                        | 7:33     |  |
| 6.  | «From the Heart» (con System F)                         | 7:30     |  |
| 7.  | «Never Wanted This» (con Justine Suissa)                | 4:53     |  |
| 8.  | «Astronauts»                                            | 5:36     |  |
| 9.  | «Stay» (con Krezip)                                     | 5:08     |  |
| 10. | «Wait for You (Song For The Ocean)» (con Victoria Horn) | 7:12     |  |
| 11. | «Sunburn»                                               | 6:16     |  |
| 12. | «Communication»                                         | 4:16     |  |
| 13. | «Slipstream» (con Airwave)                              | 7:07     |  |